# Robert Mazoyer
Pour les articles homonymes, voir Mazoyer.
Robert Mazoyer, né le 5 septembre 1929 à Aiguilhe dans la Haute-Loire et mort le 13 octobre 1999 dans le 20e arrondissement de Paris, est un réalisateur, scénariste et écrivain français.

## Biographie
Très tôt, il se passionne pour le cinéma. Sa tante, ouvreuse dans un cinéma, lui permet d’assister aux projections. Après ses études à Saint-Étienne et au lycée Montaigne (Paris), il intègre l’IDHEC en 1952.
Il travaille comme assistant réalisateur à partir de 1955.
Il réalise en 1961 son premier film : Santo Módico est une comédie musicale tournée au Brésil et en technicolor ; le film ne sera pas distribué en France. En 1967, il tourne le premier épisode de la série Les Provinces (d’après Giono), puis à partir de 1971, Les Gens de Mogador, une ambitieuse série romantico-historique en trois parties adaptée d'un roman d'Élizabeth Barbier et dont l'histoire s'échelonne sur plus de soixante ans. La série met en scène une pléiade d'acteurs dont Jean-Claude Drouot, Marie-Josée Nat et Brigitte Fossey. En France et au Canada, la série connaît un grand succès lors de sa diffusion.
L'Enchantement, téléfilm réalisé en 1973, reçoit le prix de la critique. En 1976, Au plaisir de Dieu (d’après Jean d'Ormesson) obtient le prix de l’adaptation littéraire.
Il réalise ensuite la série Joséphine ou la Comédie des ambitions (prix du mémorial de Corse de Joséphine de Beauharnais).
En 1996, il est nommé Chevalier des Arts et des Lettres[réf. nécessaire].
Son épouse, Reine Mazoyer (en), artiste plasticienne, a été la décoratrice de la plupart de ses films.
Il meurt le 13 octobre 1999 à Paris d'un cancer du pancréas. La cinémathèque de Saint-Étienne a donné le nom de Robert Mazoyer à l’une de ses salles.

## Filmographie

### Assistant-réalisateur
- 1955 : Milord l'Arsouille d’André Haguet
- 1956 : Fernand clochard de Pierre Chevalier
- 1956 : L'Étrange Monsieur Steve de Raymond Bailly
- 1956 : Tabarin de Richard Pottier
- 1957 : La Châtelaine du Liban de Richard Pottier
- 1957 : La Roue d’André Haguet
- 1958 : Thérèse Étienne de Denys de La Patellière
- 1958 : Mort en fraude Marcel Camus
- 1958 : Orfeu Negro de Marcel Camus
- 1959 : La Verte Moisson de François Villiers
- 1959 : Les Pionniers de Marcel Camus
- 1960 : Le Gigolo de Jacques Deray
- 1960 : La Croix des vivants d’Yvan Govar
- 1960 : Os Bandeirantes de Marcel Camus

### Conseiller technique
- 1964 : Un soir... par hasard d’Yvan Govar
- 1964 : Patate de Robert Thomas

### Réalisateur
- 1961 : Santo Módico
- 1964 : La Reine verte (téléfilm)
- 1965 : Monsieur Degas et Les Chemins de Cézanne (courts métrages)
- 1965 : Rouletabille et Rouletabille chez les bohémiens (séries)
- 1968 : Provinces, émissions "3 jours à terre" (série sur la Bretagne), "La Chevelure d'Atalante" (série sur la Provence), "La Clairière aux grives" (série sur l’Ardenne), (série)
- 1968 : Valérie et l'Aventure (2 épisodes en Grèce et au Sénégal)
- 1970 : Les Cousins de la Constance (téléfilm)
- 1970 : Les Femmes aussi d’Eliane Victor (série)
- 1970 : Les Femmes dans la guerre du Viêt Nam (série)
- 1971-1973 : Les Gens de Mogador (série en 3 parties)
- 1973 : L'Enchantement (téléfilm), scénario de Michel Butor
- 1974 : Archicube scénario (téléfilm)
- 1974 : Les Charmes de l'été (série)
- 1975 : Le Cœur au ventre (série sur la boxe)
- 1976 : Au plaisir de Dieu (téléfilm)d'après le roman de Jean d'Ormesson adapté par Paul Savatier
- 1979 : Joséphine ou la Comédie des ambitions, feuilleton télévisé
- 1979 : La Maison bleue (téléfilm)
- 1981-1982 : Les Poneys sauvages (téléfilm)
- 1985 : À nous les beaux dimanches (téléfilm)
- 1986 : Au revoir et Bercy (court métrage)
- 1988 : Mon dernier rêve sera pour vous (téléfilm)
- 1988 : Un château au soleil (feuilleton télévisé)
- 1992 : Maria des Eaux-Vives (téléfilm)
- 1993 : Les Ors de Raguse (film documentaire)
- 1994 : Jeanne (téléfilm)
- 1995 : Un homme (série)
- 1997 : Le Portrait du peintre (film documentaire)

### Scénariste
- 1968 : Provinces, émission "La mère" (série sur l'Auvergne)
- 1971-1973 : Les Gens de Mogador, scénario d'Élizabeth Barbier et Robert Mazoyer
- 1974 : Archicube
- 1981-1982 : Les Poneys sauvages
- 1986 : Au revoir et Bercy
- 1991 : La Cavalière

### Directeur artistique
- 1984 : L'Amour en héritage (série)

## Publications
- Fleuve rouge, Ramsay, 1983.
- La Lettre amoureuse, Ramsay, 1987.
- La Demoiselle d’Alcazar, Seghers, 1990.
- La Descente en ville, Seghers, 1990.
- Chemin de solitude, éditions AB, 1998,  (ISBN 9782911406607).

## Photos

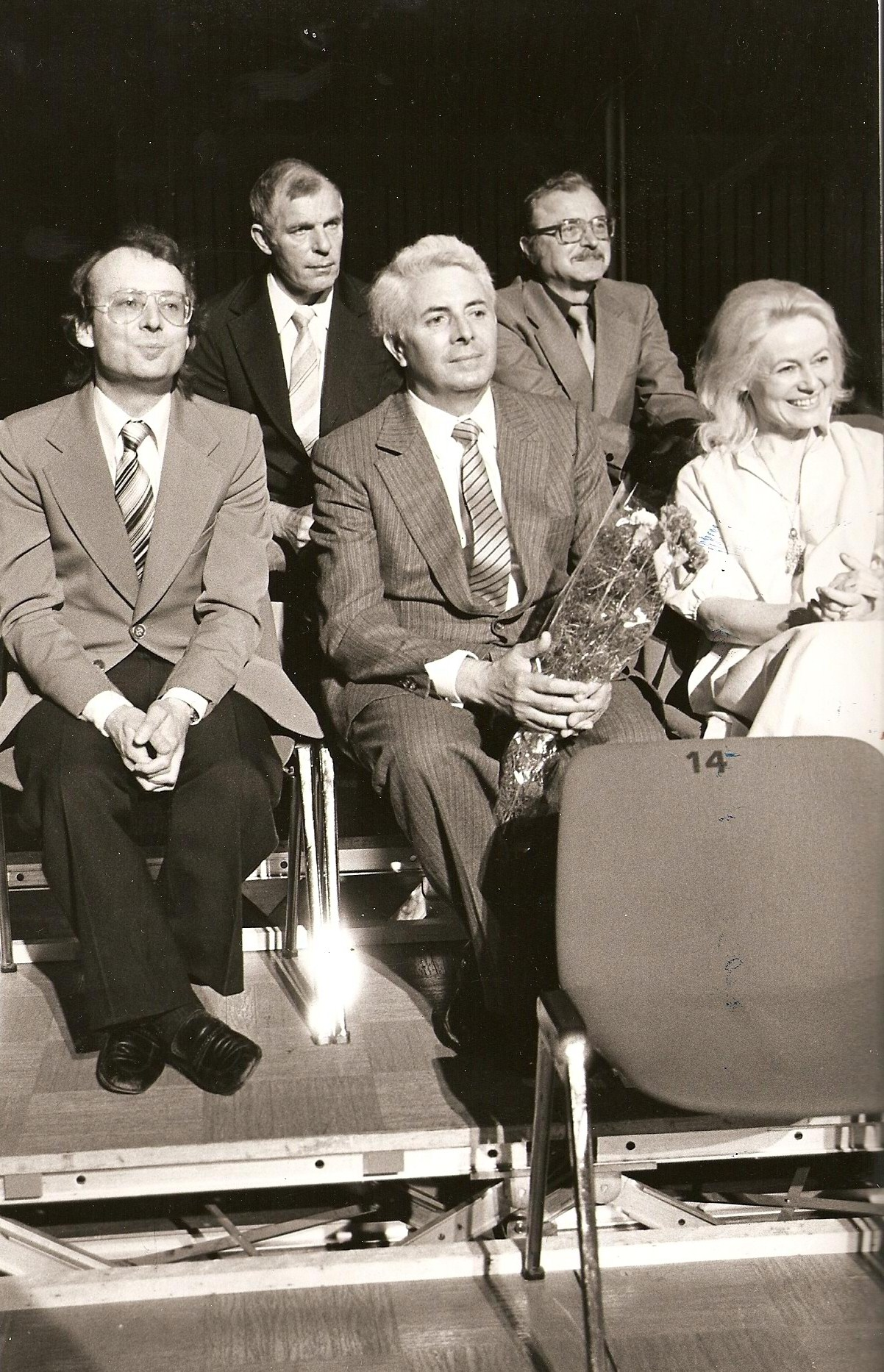
Remise de prix à Prague (juin 1983)
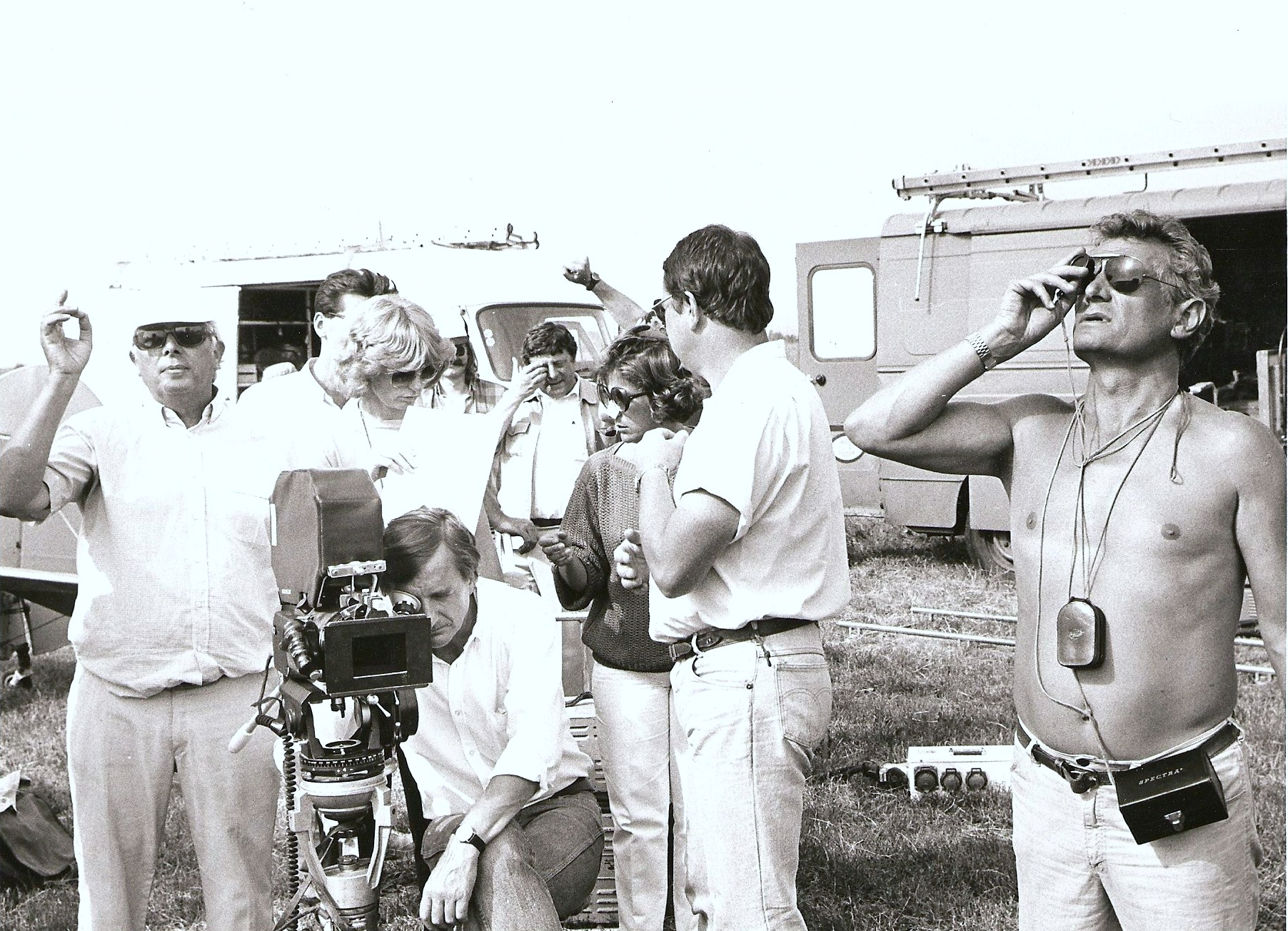
Tournage des Poneys sauvages (1982)
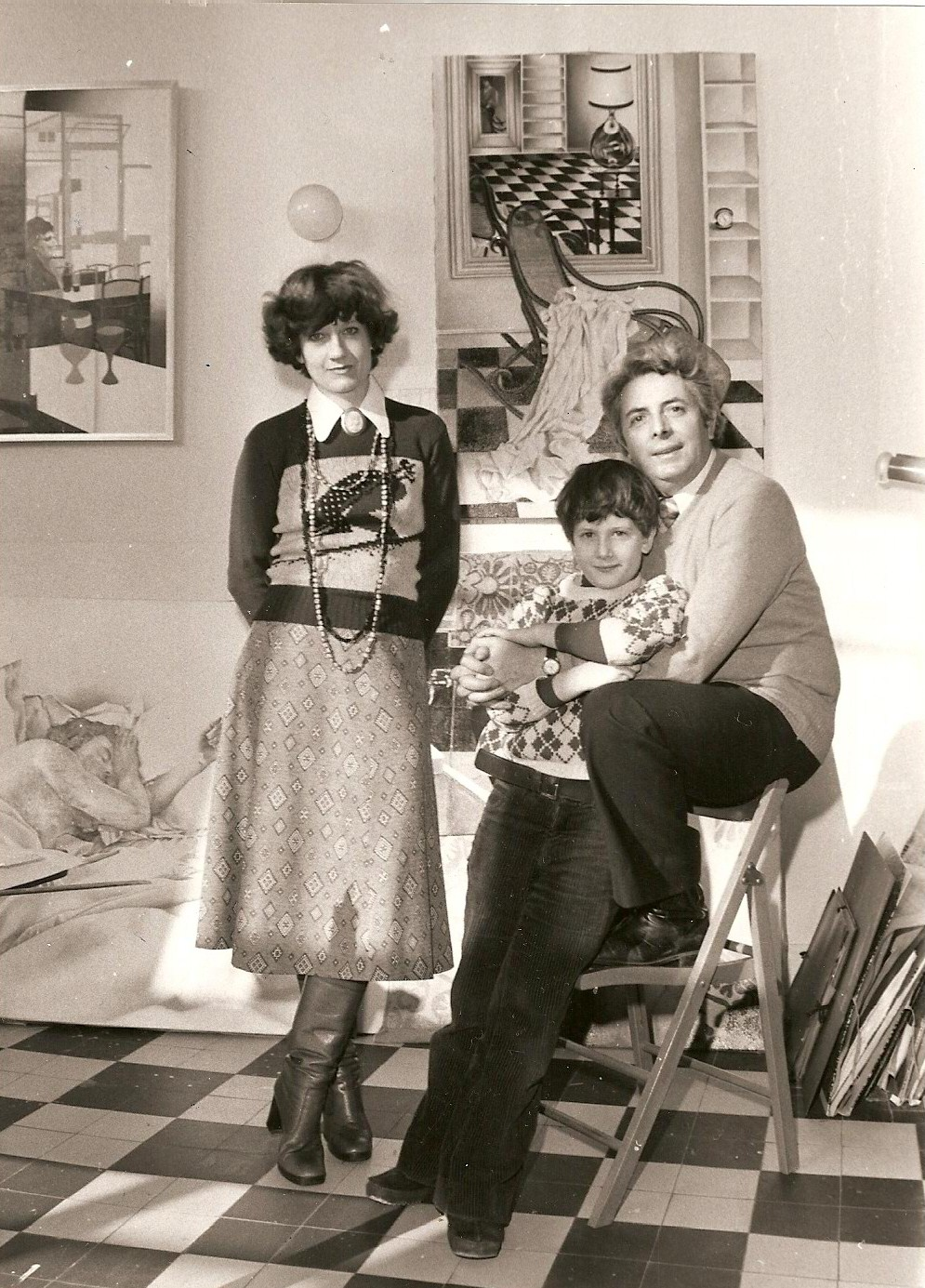
Robert et Reine Mazoyer avec leur fils Julien (atelier de Reine Mazoyer rue Lepic, photo de Jean-Patrick Ordonneau, Télé Journal, 1976)
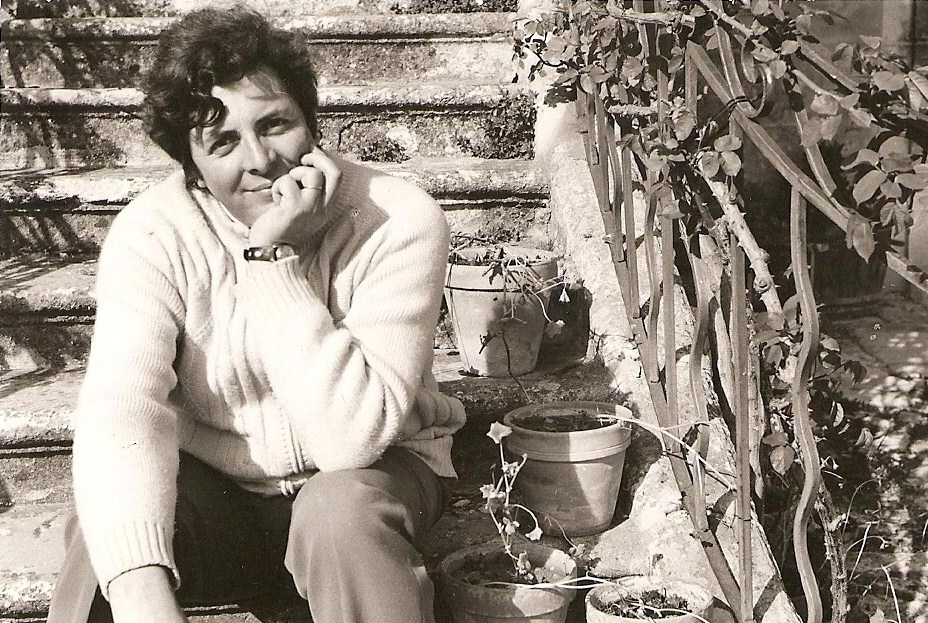
Robert Mazoyer pendant le tournage des Gens de Mogador (1970)